# Chambon-sur-Voueize
Chambon-sur-Voueize (okcitansko Chambon) je naselje in občina v francoskem departmaju Creuse regije Limousin. Leta 2007 je naselje imelo 1.014 prebivalcev.

## Geografija
Kraj leži v pokrajini Marche ob reki Tardes in njenem levem pritoku Voueize, 39 km severovzhodno od Aubussona.

## Uprava
Chambon-sur-Voueize je sedež istoimenskega kantona, v katerega so poleg njegove, vključene še občine Auge, Budelière, Lépaud, Lussat, Nouhant, Saint-Julien-le-Châtel, Saint-Loup, Tardes, Verneiges in Viersat s 3.952 prebivalci.
Kanton Chambon-sur-Voueize je sestavni del okrožja Aubusson.

## Zanimivosti
- opatijska cerkev sv. Valerije iz 11. in 12. stoletja,
- stari most na reki Voueize,
- grad château de Marsat,
- ruševine trdnjave fort de Leyrat nad sotesko reke, severno od Chambona.